# 格朗格
格朗格（法語：Grangues，法語發音：[ɡʁɑ̃ɡ] ⓘ）是法国卡尔瓦多斯省的一个市镇，属于利雪区。

## 地理
格朗格（49°15'59"N, 0°3'18"W）面积6.61 平方千米，位于法国诺曼底大区卡爾瓦多斯省，该省份为法国西北部沿海省份，北濒大西洋英吉利海峡，东北与滨海塞纳省以海上边界相接，东临厄尔省，南至奧恩省，西与芒什省接壤。
与格朗格接壤的市镇（或旧市镇、城区）包括：昂热维尔、欧日地区克里克维尔、滨海迪沃、欧日地区杜维尔、多聚莱、滨海戈讷维尔、欧日地区佩里耶。

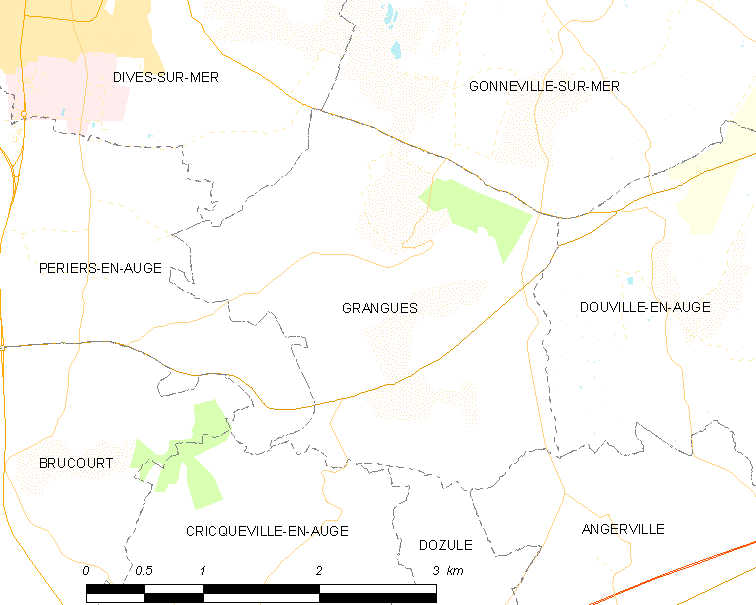
格朗格的OSM定位图

格朗格的时区为UTC+01:00、UTC+02:00（夏令时）。

## 行政
格朗格的邮政编码为14160，INSEE市镇编码为14316。

## 政治
格朗格所属的省级选区为卡堡县。

## 人口

1962-2008年间格朗格人口变化图示

格朗格于2022年1月1日时的人口数量为289人。